# 亨利·曼西尼

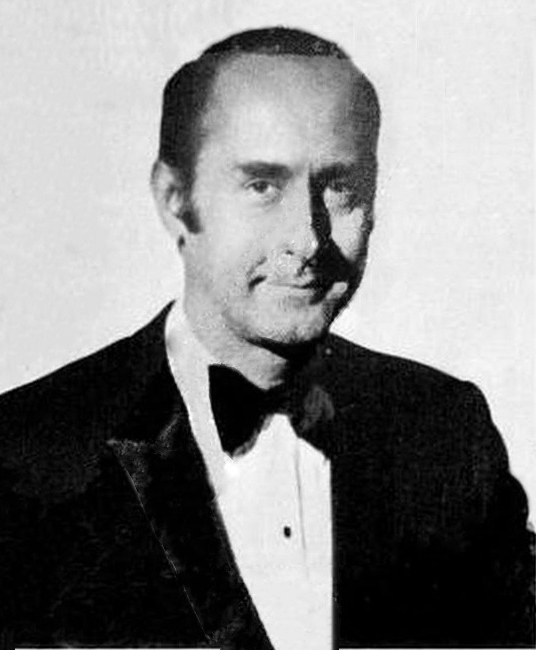
亨利·曼西尼

亨利·曼西尼（英語：Henry Mancini，1924年4月16日—1994年6月14日），美國作曲家與指揮家。
他最為人們所知的是為許多電影和電視劇寫的配樂。最著名的是電影《第凡內早餐》主題歌《月亮河》、系列電影《粉紅豹》、電視連續劇《Peter Gunn》的配樂。在他死後的1995年，格萊美頒發給他終身成就獎。 2005年《粉紅豹》配樂被入選《AFI百年百大電影配樂》。

## 電影配樂
- 《黑湖妖潭》（1954年）
- 《粉紅色潛艇》（1959年）
- 《第凡內早餐》（1961年）
- 《哈泰利》（1962年）
- 《謎中謎》（1963年）
- 《粉紅豹》（1963年）
- 《異想天開大逃亡》（1966年）
- 《儷人行》（1967年）
- 《粉紅豹之探長的詛咒》（1983年）
- 《聖誕快樂又瘋狂》（1985年）
- 《妙妙探》（1986年）
- 《湯姆貓與傑里鼠：大電影》（1992年）
- 《頑皮豹之子》（1993年）